# Molophilus (Molophilus) pallatangensis
Molophilus (Molophilus) pallatangensis is een tweevleugelige uit de familie steltmuggen (Limoniidae). De soort komt voor in het Neotropisch gebied.